# Moderniseringsstyrelsen
Moderniseringsstyrelsen var under Finansministeriet, der blev dannet i 2011 primært ved en sammenlægning af de tidligere styrelser Økonomistyrelsen og Personalestyrelsen. Efter man overdrog personaleområdet til Medarbejder- og Kompetencestyrelsen har Moderniseringsstyrelsen 3. marts 2020 fået sit gamle navn tilbage og hedder igen Økonomistyrelsen og  er beliggende på Landgreven i København.